# Straatsburger stelsel
Het Straatsburger stelsel was een in de destijds Duitse stad Straatsburg ontwikkeld model voor de armoedebestrijding. Het was nader uitwerking van het zogenaamde Elberfelder stelsel, waarin de rol van armenbezoekers in kleine overzichtelijke wijken was geïntroduceerd. In het Straatsburger stelsel werd deze vorm van armoedebestrijding geprofessionaliseerd en veel strakker, vanuit een centraal niveau, geregisseerd.

## Geschiedenis
In 1853 was in Elberfeld door de bankier Daniel von Heydt een nieuw systeem van armoedebestrijding geïntroduceerd. De stad werd opgedeeld in kleine overzichtelijke wijken. Voor iedere wijk werden vrijwilligers als zogenaamde armenbezoekers aangesteld. Elk van deze armenbezoekers kreeg een klein aantal armen toegewezen. De armen moesten door middel van frequente huisbezoeken, minstens eenmaal per twee weken, begeleid worden. Gehoopt werd, dat door deze vorm van sociale controle moreel verval kon worden tegengegaan. Armen dienden te worden opgevoed tot 'nette burgers'. De steunverlening door de overheid was afhankelijk van de beoordeling van de armenbezoekers van de bereidheid van deze armen om zich aan te passen aan de burgerlijke normen en waarden. Bij wangedrag werd de materiële ondersteuning door de overheid stopgezet. In het Elberfelder stelsel werd de inzet van vrijwilligers  als onmisbaar gezien om de overheidssteun aan armoedebestrijding te doen slagen.
Het systeem werd nagevolgd in diverse steden in Duitsland en er buiten. In Straatsburg was de sociaal hervormer en burgemeester Rudolf Schwander de opvatting toegedaan, dat de armoedebestrijding geen zaak was van vrijwilligers alleen. Ook was hij van mening dat de decentralisatie in het Elberfelder stelsel te ver was doorgevoerd. In zijn variant van het Elberfelder stelsel, die het Straatsburger stelsel werd genoemd, werden professionele hulpverleners  ingezet bij de armoedebestrijding. De vrijwilligers werden vooral ingezet ten behoeve van de opvoedingstaken. De organisatie werd gecentraliseerd en opgedeeld in een binnen- en een buitendienst. De beslissingsbevoegdheid kwam te liggen bij de professionele hulpverleners van de binnendienst. Deze ontwikkeling aan het eind van de 19e eeuw en het begin van de 20e eeuw wordt wel gezien als het begin van de professionalisering en de bureaucratisering van de hulpverlening. In Nederland was het Marie Muller-Lulofs die, mede gestimuleerd door deze ontwikkelingen in Duitsland, in 1899 de eerste school voor maatschappelijk werk in Amsterdam oprichtte.